# John Tesh
 (juillet 2010).
Si vous disposez d'ouvrages ou d'articles de référence ou si vous connaissez des sites web de qualité traitant du thème abordé ici, merci de compléter l'article en donnant les références utiles à sa vérifiabilité et en les liant à la section « Notes et références ».
John Frank Tesh (né le 9 juillet 1952) est un pianiste américain  compositeur de pop et de Christian Music contemporaine, aussi bien en tant que personnalité de radio que présentateur de TV.